# Aeo
Pour les articles homonymes, voir AEO.
Aeo, ou Aéo (avec un accent aigu), ou AEO (en capitales, comme un sigle), est une chaîne de télévision aéroportuaire privée française des Aéroports de Paris.
Elle n'a pas de personnalité juridique.

## Histoire de la chaîne
Aéo est créée fin 2003 par Aéroports de Paris pour être exclusivement retransmise dans les aérogares de ses aéroports de Roissy-Charles-de-Gaulle et d'Orly, dans le but de « faciliter et agrémenter le séjour des voyageurs ».
Elle est déclarée auprès du Conseil supérieur de l'audiovisuel (CSA).

## Programmes
Aéo diffuse en boucle des programmes courts (30 secondes à 2 minutes), et sans son : des informations pratiques (relatives par exemple aux vols, à la météo, aux services proposés dans l'aéroport ou aux mesures anti-terroristes), des flashs actualité, des magazines de divertissement (sport, culture, films touristiques, documentaires), des reportages sur les aéroports, etc. Le tout est agrémenté de spots publicitaires.
Le programme est adapté à la localisation de la borne sur laquelle il est diffusé. C'est ainsi que des dessins animés sont prévus pour les enfants dans les aires de jeu.
Certains programmes sont traduits en langue des signes française (LSF).
L'habillage a été réalisé par Pablo Segnini.

## Diffusion
Les bornes qui diffusent Aéo, des écrans plats 16/9e de 40 pouces de diagonale, dont le nombre varie entre 160 et 300 selon les sources, ont été installées de 2004 à 2006 par la filiale Airport de JCDecaux, un groupe spécialisé dans le mobilier urbain et la publicité urbaine.